# 庫斯卡區

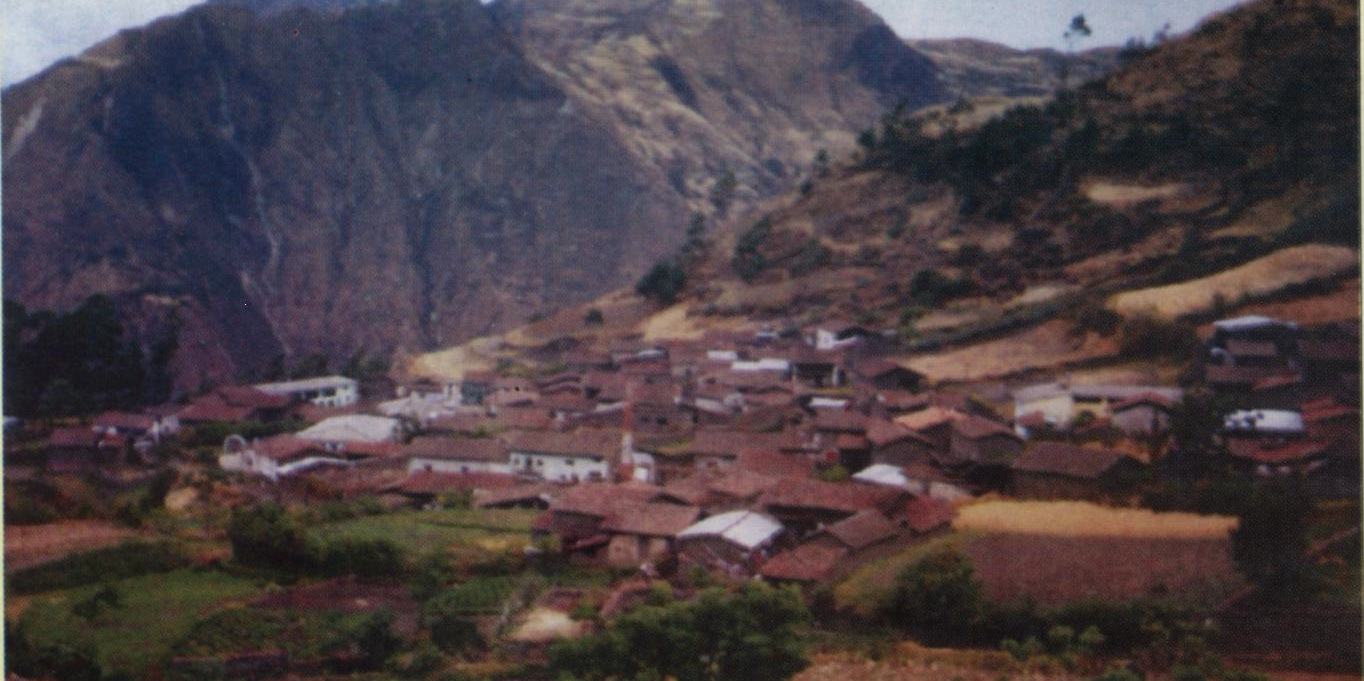

庫斯卡區（西班牙語：Distrito de Cusca），是秘魯的一個區，位於該國北部安卡什大區的科龍戈省，始建於1923年5月9日，面積411.55平方公里，海拔高度3,242米，2005年人口2,301，人口密度為每平方公里5.6人。